# Hæna
Hæna est une île inhabitée d'Islande située dans les îles Vestmann. Avec les autres petites îles de Hani, Hrauney et Grasleysa, elle forme le petit archipel des Smáeyjar.